# リザリア
リザリア（Rhizaria; ギリシャ語 rhizo- '根'）は、真核生物の主要な系統の1つである。

## 概要
形態的には非常に多様であるが、その大部分は糸状、網状、ないし微小管が通った仮足を持つアメーバ様生物である。殻や時として非常に複雑な形態の骨格を持つものが多く、原生動物化石のほとんどはこうした殻や骨格である。ほとんど全てのものが管状クリステのミトコンドリアを持っている。

## 分類
リザリアには主に以下の3つのグループがある。
ケルコゾア (Cercozoa)
様々なアメーバや鞭毛虫で、たいてい糸状仮足を持ち、土壌中によく見られる。
有孔虫 (Foraminifera)
網状仮足を持つアメーバ様生物で、海洋底生生物として普通に見られる。
放散虫 (Radiolaria)
軸足を持つアメーバ様生物で、海洋プランクトンとして普通に見られる。
ケルコゾアに含まれるか、ないし系統樹によっては有孔虫に近縁と思われる、その他のグループとして、それぞれ植物と動物に寄生するネコブカビ類（Phytomyxea）とアセトスポラ類や、特異なアメーバであるグロミア（Gromia）がある。リザリアのグループのそれぞれは主として遺伝学的類似性に基づいて近縁だと考えられており、ケルコゾアの拡張として認識されている。この拡張されたグループに付けられたリザリアという名称は2002年にトーマス・キャバリエ＝スミスが導入したもので、その時点では彼は太陽虫の有中心粒類とアプソゾアもリザリアに含めていた。